# Arrest Berg/De Bary
Het arrest Berg/De Bary (HR 18 september 1987, NJ 1988/983) is een arrest van de Nederlandse Hoge Raad dat betrekking heeft op twee bevoorrechte crediteuren:
- het voorrecht van de verkoper (1190 BW oud), en
- fiduciair eigendom na levering longa manu aan de bank.

## Casus
Betrokkenen:
- Berg & Sons Ltd. (hierna: Berg), de Engelse leverancier van Chinese grondnoten
- Verhoeff en Zoon's Handelsmaatschappij (hierna: Verhoeff), koper
- Albert de Bary & Co (hierna: De Bary), bankier te Rotterdam
- Vebero, veemhouder in Rotterdam

In oktober 1982 heeft Berg een partij van 70 ton (1400 balen) grondnoten verkocht en geleverd aan Verhoeff. Deze partij is opgeslagen bij Vebero. Op 1 februari gaat Verhoeff failliet. Op dat moment zijn 398 van de 1400 balen (circa 20 ton) in opslag én nog niet betaald.
In een akte van 3 april 1978 heeft Verhoeff al zijn huidige en toekomstige handelsvoorraden tot zekerheid overgedragen aan De Bary. Hieronder valt ook de partij van thans 398 balen grondnoten. Bij briefwisseling op 13/14 januari 1983 heeft De Bary aan Vebero de fiduciaire eigendomsoverdracht gemeld en Vebero geïnstrueerd dat zij de partij van 398 balen niet langer voor Verhoeff houdt, maar voor De Bary. Dit bericht is door Vebero bevestigd. Deze mededeling deed De Bary krachtens een indertijd verleende machtiging van Verhoeff.
Na het faillissement claimt Berg de restpartij van 398 balen op grond van het voorrecht van de verkoper (1190 BW oud). Na overleg tussen Berg en De Bary worden deze balen verkocht en wordt de opbrengst –ongeveer 42.000 gulden– geparkeerd op een gezamenlijke bankrekening bij de Amsterdam-Rotterdam Bank op naam van de raadslieden van beide partijen. De rechtsstrijd gaat om het saldo op deze bankrekening.

## Rechtsvraag
Wie heeft het sterkste recht? Het voorrecht van de verkoper versus de fiduciaire eigendom van de bank.

## Procesgang
Berg stelt een vordering in tegen De Bary ter verkrijging van het saldo van deze bankrekening. Deze vordering is door de rechtbank toegewezen. Dit vonnis is in hoger beroep door het hof vernietigd en de vordering is alsnog afgewezen. Het cassatieberoep is verworpen.

## Hoge Raad
Naar analogie van een wettelijke bepaling van het pandrecht oordeelt de Hoge Raad dat het voorrecht van de verkoper (art. 1190 BW oud) is geëindigd, omdat Verhoeff de partij grondnoten niet langer onder zich had na de levering longa manu door Verhoeff aan De Bary.
De Hoge Raad overwoog:

Weliswaar heeft een [fiduciaire] eigendomsoverdracht van roerende lichamelijke zaken (...) niet volledig dezelfde rechtsgevolgen als een normale eigendomsoverdracht en kan er met name aanleiding zijn de zekerheidsoverdracht buiten beschouwing te laten voor zover zulks nodig is voor de erkenning van rechten waarop door derden –zoals een verkoper van roerende lichamelijke zaken– aanspraak wordt gemaakt met betrekking tot bepaalde onder die overdracht vallende zaken.
Maar te dezen is er na de brief/telexwisseling van 13/14 jan. 1983 geen sprake meer van het verschaffen van zekerheid zonder feitelijke overgave in evenbedoelde zin, nu (...) Vebero toen met instemming van Verhoeff de zaken voor De Bary in plaats van voor Verhoeff is gaan houden. Er bestaat geen aanleiding in zulk een situatie de overdracht tot zekerheid ten behoeve van de verkoper buiten beschouwing te laten.

Hierbij valt in het bijzonder te bedenken dat een kredietverlener als De Bary en een koper als Verhoeff ook een pandrecht zouden kunnen vestigen in dier voege dat de zaken overeenkomstig art. 1198 lid 1 worden gebracht onder de macht van een derde als Vebero. Niet valt in te zien waarom een dergelijk pandrecht –ingevolge art. 1180 lid 2 [oud]– wel, maar een op overeenkomstige wijze tot stand gebrachte zekerheidsoverdracht niet boven het voorrecht van de verkoper zou gaan.

## Relevantie
Dit arrest is een bouwsteen in de juridische constructie van fiduciair eigendom,
een zakelijk zekerheidsrecht zonder wettelijke grondslag dat uitsluitend in jurisprudentie zijn vormgeving heeft gevonden. Een wettelijke bepaling inzake pandrecht is naar analogie toegepast voor fiduciair eigendom. Sinds 1992 is fiduciair eigendom vervangen door stil pandrecht.
Het arrest illustreert dat middels levering longa manu een effect wordt bereikt dat bij levering c.p. vaak niet mogelijk is (interversieverbod).